# NGC 223
NGC 223 هي مجرة حلزونية تبعد حوالي 238 سنة ضوئية من الشمس تقع في كوكبة قيطس. تم اكتشافها في 5 يناير 1853 من قبل جورج بوند.

## وصلات خارجية
- NGC 223 على موقع ويكي سكاي: DSS2, SDSS, GALEX, IRAS, Hydrogen α, X-Ray, Astrophoto, Sky Map, Articles and images